# Gare de Reignier
Gare de Reignier vasútállomás Franciaországban, Reignier-Ésery településen.

## Vasútvonalak
Az állomást az alábbi vasútvonalak érintik:
- Aix-les-Bains-Annemasse-vasútvonal

## Kapcsolódó állomások
A vasútállomáshoz az alábbi állomások vannak a legközelebb:
- Gare de La Roche-sur-Foron (Gare d’Annecy, Gare de Saint-Gervais-les-Bains-Le Fayet, Aix-les-Bains-Annemasse-vasútvonal, Léman Express Line 2, Léman Express Line 3)
- Gare d’Annemasse (Coppet vasútállomás, Aix-les-Bains-Annemasse-vasútvonal, Léman Express Line 2, Léman Express Line 3)